# آناهیت مخیتاریان
آناهیت مخیتاریان (ارمنی: Անահիտ Մխիթարյան؛ متولد ۶ مارس ۱۹۶۹) سوپرانوی اپرای ارمنی است. وی به عنوان تک‌نواز برجسته تئاتر ملی اپرا و باله ارمنستان، عنوان هنرمند افتخاری جمهوری ارمنستان را در سال ۲۰۰۳ دریافت کرد.

## زندگی و حرفه
مخیتاریان، در واغارشاپات، ارمنستان متولد شد. او با درجه ممتاز از کنسرواتوار دولتی کومیتاس ایروان، ابتدا در گروه پیانو و سپس در بخش صدا فارغ‌التحصیل شد.
در سال ۱۹۹۰، در بیست و هشتمین مسابقه بین‌المللی خوانندگی فرانچس ویناس در بارسلون اسپانیا، با حضور ماگدا اولیویرو به عنوان رئیس هیئت داوران، مخیتاریان برنده جایزه اول شد. کمتر از یک سال بعد، در سال ۱۹۹۱، جایزه اول را در بیست و سومین مسابقه بین‌المللی وینچنتزو بلینی در سیسیل به دست آورد، و دام جوآن ساترلند به عنوان رئیس هیئت داوران حضور داشت. سومین پیروزی او در سال ۱۹۹۶ بود، زمانی که او جایزه اول را در ششمین مسابقه بین‌المللی خواندن خولیان گایاره در پامپلونا، اسپانیا، با خوزه کارراس به عنوان رئیس هیئت داوران کسب کرد.